# Rhyacophila kadaphes
Rhyacophila kadaphes is een schietmot uit de familie Rhyacophilidae. De soort komt voor in het Oriëntaals en het Palearctisch gebied.